# Quadro clinico
Il quadro clinico (gr: Klìne, letto: klinikòs, che si svolge a letto) è l'insieme delle manifestazioni, segni e sintomi, con le quali una malattia si presenta all'osservazione del medico. In  questo senso contribuisce in maniera decisiva al raggiungimento della diagnosi di una malattia.
La malattia può essere considerata come la risposta dell'organismo a una noxa patogena (lat. noxa: danno; gr. pathos: malattia; genesis: origine). Sono molte le cause (eziologia) che determinano una malattia; a volte note, altre sconosciute, esterne all'organismo o interne, ma in ogni caso esse determinano un danno alla normale struttura (anatomia normale) di uno o più organi e apparati del corpo (anatomia patologica) con conseguente alterazione (fisiopatologia) del loro normale funzionamento (fisiologia). Lo studio della patologia generale costituisce il presupposto essenziale allo studio della malattia nel paziente, alla clinica, disciplina che si interessa anche degli aspetti diagnostici, prognostici e terapeutici.
Il più delle volte l'entità dei danni anatomici e fisiologici subiti e la risposta di difesa messa in atto dall'organismo si rivelano con alcune manifestazioni dette:
- sintomi, quando vengono avvertite dal paziente che le riferisce come una sensazione soggettiva, come accade nel caso specifico del dolore
- segni, quando possono essere riscontrate obiettivamente dal medico.

Queste manifestazioni inoltre possono essere generiche o specifiche di alcune patologie a carico di organi o apparati tanto da essere definite “patognomoniche” (gr: pathos, malattia e gnomon, indicare).
Molti sono i fattori che influiscono sull'insorgenza, sulla evoluzione e sull'esito di una malattia:
- natura ed entità della noxa patogena. La gravità di una infezione dipende dalla capacità e dalla carica infettante dell'agente microbico. Le lesioni che si osservano in traumatologia sono legate alla forza, al tempo di contatto e al tipo di agente vulnerante.
- organo interessato. Un trauma del cranio o dell'addome, anche minimo, può avere esiti drammatici se determina lesioni del cervello (ematoma cerebrale) o della milza (lacerazione del parenchima splenico).
- risposta individuale legata a sistema immunitario (un deficit funzionale e quantitativo del sistema immunitario predispone alle infezioni), età e sesso (la prima infanzia è più soggetta alle malattie esantematiche, l'età avanzata a quelle neoplastiche; l'ernia crurale colpisce prevalentemente il sesso femminile, l'ernia inguinale quello maschile), condizioni generali e abitudini di vita (le caratteristiche fisiche e psichiche individuali così come alcune diatesi influiscono sulla morbilità. L'alimentazione, le abitudini voluttuarie, il tipo di lavoro, influiscono in modo significativo sull'insorgenza di determinate patologie), malattie concomitanti o pregresse.

Tutto ciò contribuisce a determinare le condizioni per cui una malattia si contrae, segue un suo decorso e ha un determinato esito. Spiega perché in determinate situazioni, ad esempio durante una epidemia influenzale, e in particolari ambienti, quale può essere un'aula scolastica, solo alcuni individui e non tutti contraggono l'infezione e perché in coloro che si ammalano non sempre si riscontrano gli stessi sintomi, la stessa gravità, la stessa durata. Una malattia quindi, pur avendo una eziologia una patogenesi e una anatomia patologica comune, non necessariamente si manifesta allo stesso modo in tutti i pazienti ma può dare luogo a quadri clinici diversi anche se riconducibili alla stessa patologia.